# Moixiganga de Vilafranca
La Moixiganga de Vilafranca és un ball processional que acompanya a Sant Fèlix a les processons de la Festa Major de Vilafranca del Penedès. Es tracta d'un ball amb exercicis gimnàstics que representen els passos de la Passió de Jesús, igual que la Moixiganga de Sitges, Valls o Igualada.

## Història

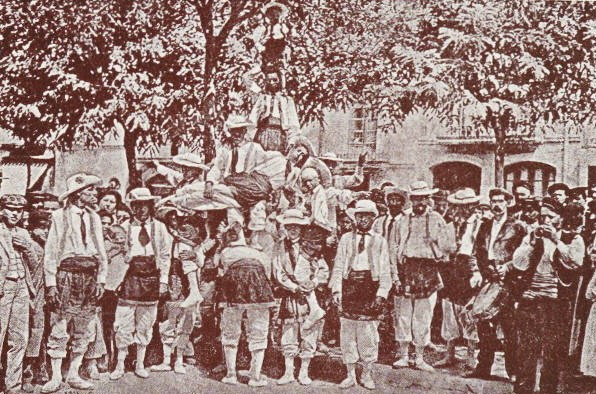
Moixiganga de Vilafranca a principis del

L'origen de la moixiganga és desconegut, tot i això, per algunes referències escrites sembla que provindria del Ball de Valencians, ball dels Titans o el ball de la Piràmide i, per tant, compartiria origen amb els castells. A Vilafranca, el ball fou introduït a mitjan segle xviii abans de l'arribada de sant Fèlix com a copatró de la vila, juntament amb sant Raimon de Penyafort. El 1776, sant Fèlix es converteix en el segon patró de Vilafranca, però el sant va agafant protagonisme i a finals del segle les festes dedicades a aquest sant han agafat un paper important. Així doncs, tot i que el ball comença desvinculat del sant i apareix relacionat amb altres festivitats, el 1798 trobem la primera referència del ball. Aquesta primera referència és de la Festa Major de la vila, dedicada a Fèlix de Roma. El ball actuà, sobretot per la Festa Major, fins al 1916, any en què la Moixiganga de Vilafranca feu l'última actuació abans de la seva recuperació.
El 25 d'agost 1985, es feu la presentació del ball de la Moixiganga recuperat davant del Palau Baltà. El ball es recuperà a partir d'un estudi previ que havia començat un any abans, ja que pocs havien vist el ball actuar. La Moixiganga recuperada el 1985 ja acompanyà sant Fèlix a la festa major de la vila.
Tot i que tradicionalment el ball havia estat format per homes i nens, el 2002 s'incorporen per primer cop dones a la Moixiganga.
L'any 2022, per manca d'efectius, l'entitat no va poder participar en cap dels actes de la Festa Major. La Moixiganga de Sitges va ser l'encarregada de complir la funció del ball vilafranquí. No era la primera vegada que els sitgetans visitaven la població vilafranquina durant la seva màxima celebració, ja que ho havien fet els anys 1942, 1959 i 1973, quan Vilafranca encara no havia recuperat la seva Moixiganga.
L'any 2023, un any després, el ball reapareix a la Festa Major amb un seguit de canvis, com la reducció de membres, l'exclusivitat de participació d'adults, el canvi d'alguns quadres i altres modificacions.

## El ball

### Indumentària
La vestimenta de la moixiganga de Vilafranca té trets comuns amb la resta de moixigangues i amb els balls de Valencians. Tot i que en els documents més antics (1805 i 1833) apareix que els colors de la indumentària del ball eren el blanc i el blau, sembla que durant el segle xix s'haurien substituït els colors pel blanc i el vermell, encara caracteritza el ball actualment.
El 1985, es recuperà el ball d'acord amb les referències documentals del ball del segle xix. Així doncs, els membres del ball van portar, fins a l'any 2021, un barret de tipus xamberg blanc amb una cinta vermella que dona la volta i una escarapel·la vermella al lateral.
També portaven una camisa blanca de màniga llarga amb una corbata negra amb nus carreter. A sobre, hi portaven una armilla blanca amb un rivet vermell que li donava la volta, sense botons, de manera que quedava sempre oberta. A la part inferior, el vestit constava d'uns pantalons blancs fins als genolls amb una faldilleta vermella d'uns dos pams a sobre. La faldilla estava adornada amb un rivet groc o daurat que donava la volta al contorn de la peça i a sobre una faixa vermella que l'aguantava. El vestit quedava completat amb unes mitges blanques i unes espardenyes de set vetes.
Per remarcar la figura de Jesucrist als misteris, l'any 1999 se substituí el vermell pel morat en el vestit d'aquesta figura. Aquesta vestimenta es presentà a Tarragona durant les festes de Sant Magí d'aquell any.
L'any 2023, en el moment de reorganització del ball després d'un any sense sortir, es van introduir alguns canvis en la vestimenta del ball. Per exemple, s'afegeixen uns mocadors al cap dels balladors (sota dels barrets) que es trobaven antigament referenciats. La resta de la indumentària es va mantenir gairebé igual, a excepció d'algunes petites modificacions. Com a canvi destacat, tots els membres del ball van passar a vestir de vermell, eliminant la vestimenta morada de la figura de Jesucrist incorporada el 1999.

## Coreografia

### Quadres
Els passos que segueix el ball durant la processó estan estretament lligats a l'estructura de la peça musical que acompanya el ball. La peça comença amb una introducció o crida en què les gralles i el timbal marquen l'inici del ball i criden l'atenció del públic i dels balladors. Seguidament, en la segona part de la música, els balladors es col·loquen en dues rengleres paral·leles, per parelles a excepció del cap de colla que queda sol col·locat al capdavant. Els balladors avancen portant un ciri a la part exterior.
La Moixiganga té un total d'onze quadres, nou de religiosos i dos de laics, que representa en diversos moments de la Festa Major. Els misteris que representa la Moixiganga són: L'oració a l'hort (Jesús resant abans de ser capturat), L'assotament (Jesús sent fuetejat), La coronació (Jesús sent coronat amb la corona d'espines), El camí del calvari (Jesús portant la creu), La Creu (Jesús penjat a la creu), La figuereta (Jesús a la creu en agonia), El davallament de la Creu (Jesús als braços de la Mare de Déu després de ser despenjat de la creu) La palma del martiri (representa l'enterrament de Jesús), La resurrecció. El ball també representa El Pilar, un quadre laic amb què es tanquen les actuacions o Santa Maria, un quadre que es representa a la Basílica de Santa Maria per Sant Fèlix el dia 30 d'agost. La majoria dels misteris es van recuperar a partir de documentació històrica quan es recuperà el ball el 1985 i altres s'han anat recuperant al llarg dels anys (El Camí del Calvari el 2000 i La Resurrecció el 2011).

### Acompanyament musical
El ball està acompanyat per una formació de grallers que fa sonar la peça del ball i altres temes de caràcter solemne. El nombre de grallers que acompanya el ball ha variat al llarg de la història en funció de la vitalitat d'aquest instrument i de la dificultat de trobar grallers. D'aquesta manera, la formació ha estat d'un a tres grallers, i un timbaler.
Com que la peça s'havia transmès de manera oral, per músics que no sabien solfeig, es van recollir diverses versions de la melodia. Tot i les diferències, totes les versions mantenien una mateixa estructura i semblances importants en la melodia. Així doncs, quan es recupera el ball el 1985, es decideix agafar com a referència una de les melodies transcrites que es considerà més fidel a la melodia original del ball. L'estructura i algunes de les frases són molt semblants a la melodia de la Moixiganga de Sitges, ja que són dues peces que molt probablement comparteixen un origen comú.